# Kirsi (département)
Pour les articles homonymes, voir Kirsi.
Kirsi est un département et une commune rurale situé dans la province du Passoré de la région Nord au Burkina Faso. En 2006, le département comptait 19 019 habitants.

## Villages
Le département se compose d'un village chef-lieu (populations actualisées en 2006) :
- Kirsi (5 795 habitants)

et de dix villages :
- Douré (922 habitants)
- Dourou (2 168 habitants)
- Kalsé (1 121 habitants)
- Kapon (2 470 habitants)
- Koussago (1 496 habitants)
- Maré (518 habitants)
- Ribou (859 habitants)
- Tampouy (1 856 habitants)
- Yalgatenga (986 habitants)
- Yargo (828 habitants)